# Theodoor van Erp

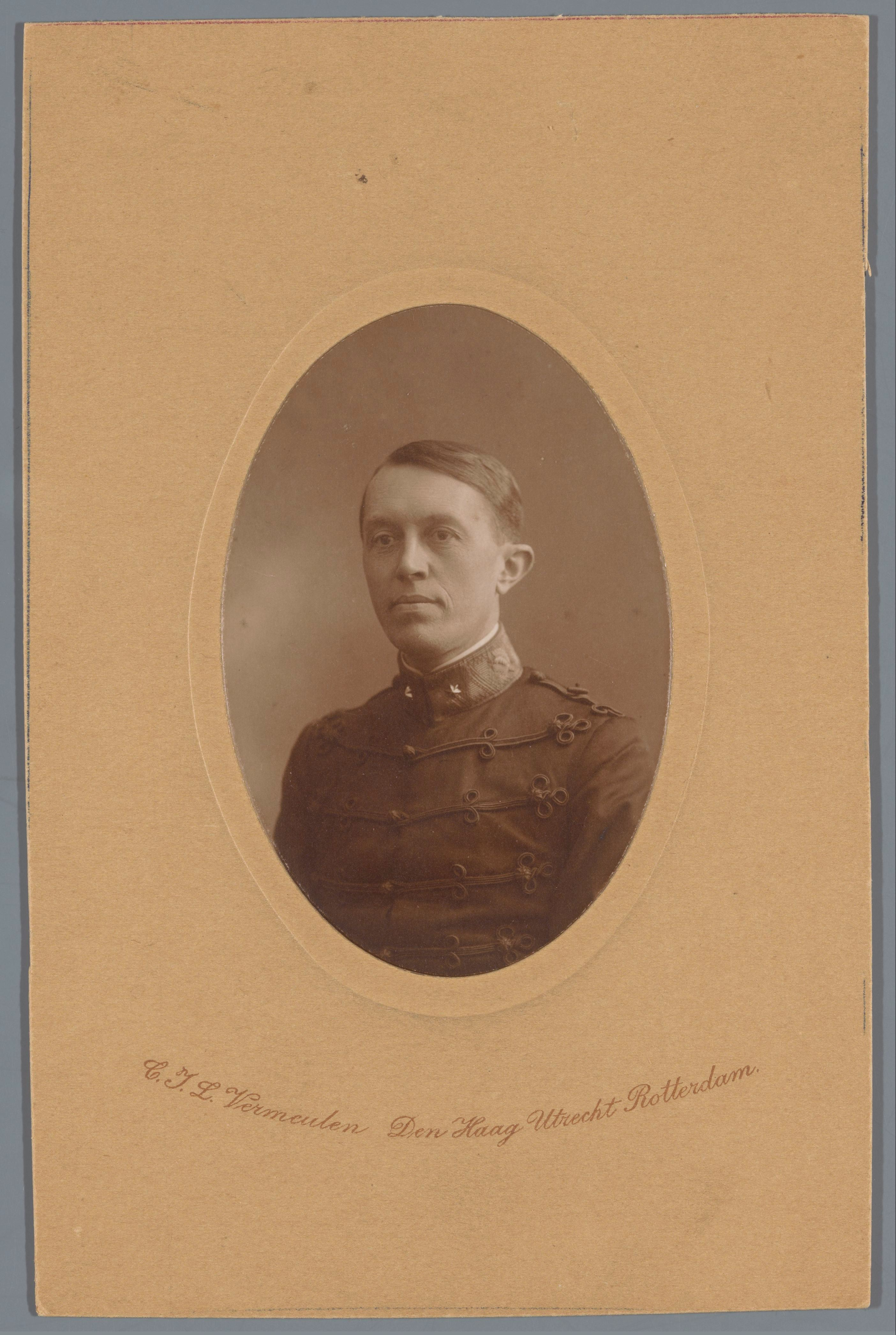
Portret van Theodoor van Erp
(door C.J.L. Vermeulen).

Theodoor van Erp (Ambon, 26 maart 1874 – Laren (Noord-Holland), 7 mei 1958) was de eerste restaurator van de Borobudur tempel in Indonesië tussen 1907 en 1911.

## Jeugd
Van Erp was de op een na jongste zoon (van zes) van Willem Vitus van Erp, majoor bij het KNIL en Anna Susanna Elizabeth van Swieten. Op vierjarige leeftijd werd Theo naar Nederland gestuurd om een Nederlandse opvoeding te krijgen. De reis per zeilschip rond de kaap duurde 144 dagen, en het schip zat ook nog zes weken vast op een rif in Straat Soenda. Theo bracht zijn jeugd ver van zijn ouders door, deels op kostscholen in Noord-Brabant. In 1892 kwam hij op de KMA te Breda.

## Nederlands-Indië
In 1896 ging Van Erp als tweede luitenant der Genie naar Nederlands-Indië waar hij een deel van de Atjehoorlog meemaakte. Hij maakte in die tijd de eerste architectonische tekeningen voor de Grote Moskee  en het Maimoon-Paleis te Medan, die begin 1900 verder uitgewerkt en bouwkundig voltooid werden door J.A. Tingdeman, omdat Van Erp toen naar de garnizoensplaats Malang (Oost-Java), in de rang van eerste luitenant der Genie, werd overgeplaatst. Hij werkte voorts mee aan het fort te Cilacap                                            Op 27 mei 1903 huwde hij in Batavia met W.H.E. (Betsy/Bets) Grevers, dochter van J.A.P. Grevers, generaal-majoor der infanterie van het KNIL, en M.A.L. Grevers-Trip.

### Restauratie Borobudur
In 1900 werd hij op 26-jarige leeftijd benoemd in een commissie die zich zou beraden over maatregelen ter behoud van de Borobudur. Dit naar aanleiding van een bezoek van twee genie-officieren Gouverneur-Generaal Willem Rooseboom, voormalig generaal der Genie en Generaal-Majoor  Alexander Staal - later Minister van Oorlog in Nederland- aan de Borobudur. Voorzitter van deze Borobudurcommissie van drie was Dr J.L.A. Brandes, die ook voorzitter was van de Commissie in Nederlands-Indië voor Oudheidkundig Onderzoek op Java en Madoera van 1901. Een ander lid van de commissie was B.W. van de Kamer, opzichter 1e Klas bij de Waterstaat. Deze stelde voor, vanwege afwateringsproblemen, de Borobudur te overkoepelen met een kolossale piramidale kap van gegalvaniseerd plaatijzer op veertig stijlen van hoekijzers. De kosten werden geraamd op f 135.000,--. Van Erp en Brandes waren unaniem over de "onzaligheid" van dit plan. Voorzitter Brandes ondersteunde de 'visie en aanpak Van Erp' in het rapport dat in 1902 naar Nederland werd gestuurd. Stuwende kracht achter de in Nederland in 1901 gevormde Commissie van Bijstand voor het Borobudurproject was dr. Jan Willem IJzerman, de ""ontdekker" van de bedolven voet van de Borobudur en de eerste voorzitter van de toenmalige Archeologische Vereeniging van Yogyakarta. Pas in 1905 was het rapport met adviezen uit Nederland terugontvangen en konden verdere besluiten en maatregelen genomen worden.
Intussen hield Van Erp zich op Midden-Java bezig op oudheidkundig gebied. Hij voerde voorzieningen uit aan de Prambanan, de Sewu en de Mendut. Hij verrichtte werkzaamheden aan de Ngawen, Selgrijo en de Candi Pringapus. Ook stelde hij paal en perk aan iets wat tot dusver oogluikend werd toegestaan of zelfs van overheidswege was aangemoedigd: het bij karrenvrachten tegelijk wegvoeren van tempelstenen om als wegverharding, erfafscheiding, bouwmateriaal voor suikerfabrieken en andere 'nuttige' zaken te dienen.
Na diverse vervolgadviezen werd in 1907 bij Gouvernementeel Besluit besloten tot het 'Plan Van Erp'. Van Erp werd ook belast met de uitvoering. De eerste restauratie van de Borobudur door Van Erp in 1907-1911 was er vooral op gericht om verder verval te voorkomen. Er was nog geen enkele ervaring met het restaureren van zulke omvangrijke monumenten.
Onder de bezielende leiding van Van Erp, met medewerking van velen, waaronder de bekwame fotograaf J.J. de Vink, de Javaanse tekenaars  M Kartodisastro en M Karto bevens vele lokale employees, werd een unieke restauratie tot stand gebracht. In april 1907 ging Van Erp van start met f 48.800,-- en begon aan het herstel dat tot december 1911 zou duren. Voor 'algehele fotografische opname' van de Borobudur werd f 10.000,-- beschikbaar gesteld.
In 1908 diende Van Erp aanvullende voorstellen in voor een bedrag van f 34.600,--. De oorspronkelijke plannen beoogden 'vooral een verbetering van de afvoer van het hemelwater en bepaalden zich overigens tot enige herstellingen en partiële restauraties.' Het plateau en het tempelplein, dat ca. 1,30 m verlaagd moest worden, werden ontgraven. Dit gebeurde op een voor die tijd zeer systematische wijze door het plein in kwadraten van 10 bij 10 m. te verdelen en alles wat binnen zo'n vak gevonden werd bijeen te houden. De ontgraving nam zeven maanden in beslag, maar leidde tevens tot het terugvinden en ten dele herplaatsen van tal van belangrijke onderdelen: sierstukken, monumentale kala-koppen o.a. van poorten, spuiers, twee leeuwen en twintig Boeddha-koppen, fragmenten van sprekende reliëfs, nisomlijstingen, stoepavormige bekroningen, antfixen enzovoorts.
Javaanse helpers, die een opmerkelijk goed oog hadden voor de kleinste details, bewezen bij het opsporen van de aansluitingen met nog in het werk zittende stenen dezelfde onmisbare diensten als later bij de wederopbouw van de Prambanan.
Tijdens de werkzaamheden kwam Van Erp tot de conclusie dat méér mogelijk en wenselijk was. Nadat hij in 1910 toestemming kreeg voor de in 1908 ingediende aanvullende plannen, ging hij nu deels over tot reconstructies die een hoger doel nastreefden namelijk, om hier en daar waar zulks pas gaf het monument terug te brengen in de oorspronkelijke toestand': ontmanteling en wederopbouw van de ronde terrassen en de opengewerkte stoepa's (op twee na, om een indruk te geven van de inzittende Boeddha's). De vijfde balustrade werd over de volle lengte afgebroken en weer opgebouwd.
Foto's voor en na de restauratie tonen het grote verschil. Vele nissen konden herbouwd worden. Niet alle, want er werd alleen gerestaureerd met originele fragmenten. Door al deze voorzieningen kon vanuit bepaalde gezichtshoeken de silhouetlijn, die het beeld van de Borobudur bepaalt, herwonnen worden.
Van Erps inzichten, die ook voor vele archeologen na hem tot richtsnoer hebben gediend, weken volledig af van hetgeen in Nederland bij het restaureren van oude bouwwerken gangbaar was. Niet alleen wat betreft het bijmaken van beeldhouwwerk, maar ook voor het bouwkundige deel van de restauraties.
In de eerste omstreeks 1915 afgelopen periode Cuypers-De Stuers was een restauratie een "architectonische daad": men maakte bij en bouwde voort in de "oude", dat wil zeggen bijvoorbeeld neogotische stijl. Er waren rond 1911, toen Van Erp zijn werk al voltooid had, al wel stemmen opgegaan tegen dit soort restauraties die het karakter van een monument aantastten. Maar ook toen men na 1915 tot het inzicht was gekomen dat dit bijbouwen-in-oude-stijl uit den boze was en dat men de documentaire waarde van het bouwwerk diende te respecteren, bleef men desondanks bijbouwen, zij het dan om het verschil te laten zien in "eigentijdse" stijl, van bijvoorbeeld de Amsterdamse school. Dat bleef zo ongeveer tot 1940.
Van Erp was in 1907-1911 uitermate progressief, zowel in vergelijking met wat in Nederland werd gedaan als met wat niet lang tevoren op Java gedaan was. Zijn houding tegenover de Borobudur en zijn principes ten aanzien van de werkzaamheden die voor de redding daarvan vereist waren, kwamen voort uit een eerbied voor het monument en leidden enerzijds tot een streven naar behoud van het oorspronkelijke, anderzijds tot het maken van een duidelijk onderscheid tussen wat oorspronkelijk was en wat gewijzigd moest worden wilde restauratie mogelijk zijn. Alleen datgene werd hersteld wat nodig was om de voornaamste karakteristieke elementen weer te doen uitkomen: de horizontale lijnen, het markante silhouet door herstel van de nistempeltjes, de stoepavormige sierstukken met hun puntige toppen en de opengewerkte stoepa's van de ronde terrassen. Voorts die onderdelen die hersteld konden worden omdat de vorm ervan op grond van hetgeen teruggevonden was, volkomen zeker was. Zo bijvoorbeeld ook de hoofdstoepa, die een pinakel gehad heeft, waar sommige details wel andere niet bekend zijn. Van Erp restaureerde deze als proef, maar nadat het resultaat fotografisch was vastgelegd, is de hypothetische pinakel weer afgebroken, omdat geen volledige zekerheid verkregen kon worden.
Van Erp en zijn team ontmantelden en herbouwden de drie bovenste cirkelvormige terrassen en verzakte stoepa’s. Van Erp wist herstel mogelijk te maken van 151 van de 432 nistempeltjes van Borobobudur, herbouwde op twee na alle 72 opengewerkte stoepa's van de cirkelvormige terrassen, groef 27 spuiters op en wist 27 reliëfs geheel en 104 in meerdere of mindere mate te completeren. Zo veel mogelijk werden sculpturen en reliëfs van mossen en korstmossen ontdaan. Van Erp vond 20 Boeddhakoppen terug (zelfs in kippenhokken), twee stenen leeuwen, 900 driehoekige topstukken van antifixen en 350 toppen van stoepavormige sierstukken van nistempeltjes.

Door dit speurwerk en metaculeus puzzelwerk gaf Van Erp het bouwwerk in vier jaar veel van haar oorspronkelijke schoonheid terug. Uit het puin en de door aarde - Van Erp moest zich in aanvang met zijn staf ook nog door 500 m³ aarde heen werken - en oerwoud overwoekerde ruïne kwam aldus de aloude stoepa in oude luister grotendeels weer tevoorschijn.
Wetenschappers stellen dat de Borobudur begin 20e eeuw op een kritiek moment in zijn bestaan de zorg heeft gehad van een groot restaurator, zowel bouwkundige en kunstenaar als een man van de wetenschap. Het feit dat zoveel behouden en hersteld kon worden en vooral dat het karakter van het monument niet werd geschonden, mag zonder meer daaraan worden toegeschreven.
De waterhuishouding van de op een heuvel gebouwde Borobudur bleef na de eerste restauratie nog steeds een groot probleem. Vijftien jaar na die eerste restauratie verzakten wanden van galerijen alweer en vertoonden de reliëfs tekenen van nieuwe scheuren en achteruitgang.
Na de tweede restauratie staat de Borobudur sinds 1991 op de werelderfgoedlijst van de UNESCO.
Van Erp zorgde ook voor een serie van zo'n 2000 unieke en nu reeds onvervangbare foto's van reliëfs en van het monument. In 1931 verscheen als complement op de door N.J. Krom verzorgde monografie 'Beschrijving van de Barabudur - Archeologische beschrijving' (1920) een tweede monografie, nu van de hand van Van Erp: 'Beschrijving van de Barabudur - Bouwkundige beschrijving'. Deze in slechts 215 exemplaren geproduceerde monografie wordt nog steeds als een uniek en magistraal werk beschouwd, aldus o.a. A.J. Bernet Kempers.

## Nederland
In de Eerste Wereldoorlog was de inmiddels tot overste gepromoveerde Van Erp van 1914 tot 1918, na 16 tropen- en 2 verlofjaren, commandant van de Vesting Hellevoetsluis. J.W.F. Werumeus Buning, die hier toen als jong luitenant gelegen was, schreef daarover: "Het was het allerliefste garnizoensplaatsje, het liefste dat ik ooit gekend heb. Dit was voornamelijk te danken aan de man die de Boro-Boedoer had gerestaureerd, de luitenant-kolonel der genie, Van Erp. Hij was door de omgang met die machtige tempel en zijn Indische ervaringen een wijs, streng en menselijk mens geworden. Hij bevorderde de werken des vredes in de tijd van oorlog (het was in de Eerste Wereldoorlog). Hellevoetsluis had de rijkste en goedkoopste kantines van Nederland, en de officiers-mess was versierd met twaalf grote foto's van de Boro-Boedoer. De overste hield van fatsoenlijke taal en manieren. Als een jong officier zich aan een gepeperd grapje te buiten ging, werd hij stil, putte dan uit zijn Indische herinneringen en liet iets in het genre horen, waarvan de rest van de tafel stil werd. Het bleek altijd een probaat middel."
Na Hellevoetsluis wijdde Theo van Erp, inmiddels gepensioneerd, zijn verdere leven als een soort Privatgelehter aan het verder publiceren van meer dan 75 artikelen over Hindoe-Javaanse en Oost-Aziatische kunst, het geven van lezingen, het geven van adviezen met betrekking tot Hindoe-Javaanse restauratiewerkzaamheden en kunst, en het werken aan zijn grote monografie: de Bouwkundige beschrijving van de Barabudur (1931).
Nog eenmaal werd Van Erp bij de restauratie voor een groot oud-Javaans bouwwerk betrokken. Dat was in 1925, toen ernstige meningsverschillen rezen over de wijze waarop de wederopbouw van de Sjivatentempel te Prambanan moest worden voortgezet. Van Erp werd als deskundige uitgenodigd zitting te nemen in de restauratie-commissie die hierover moest adviseren. Hij begaf zich naar Java en diende na een zorgvuldig onderzoek ter plaatse een lijvig rapport in, dat grote invloed had op de werkzaamheden die sindsdien tot volledige opbouw van deze Sjivatempel leidden. Aan deze reis naar Java, die oorspronkelijk zes weken zou duren, werd nog een reis naar Bali verbonden. De reis duurde ten slotte zes maanden, waarbij veel materiaal verzameld werd voor een studie over de bouwkunst van dat eiland. Het boek over de bouwkunst van Bali is door omstandigheden nooit verschenen. Wel verschenen naar aanleiding van de reis diverse artikelen van de hand van Van Erp over de kort tevoren op Bali ontdekte oudheden, waaronder de reliëfs van Jeh Pulu.
In 1933 werd Van Erp op verzoek van professor Johan van Eerde tijdelijk belast met de zorg over de Hindu-Javaanse oudheden in het nieuwe gebouw van het Rijksmuseum voor Volkenkunde te Leiden. Hij zorgde dat de schatten uit de gebouwen aan Rapenburg en Breestraat op artistieke wijze toegankelijk werden gemaakt voor het publiek, en bracht ook gegevens samen over Oud-Javaanse bidschellen, hangklokken, handspiegels, vingerringen en vooral offerschalen.

### Nevenactiviteiten
Van 1918 tot 1946 zat Van Erp in het bestuur van de (Koninklijke)  Vereniging van Vrienden der Aziatische Kunst , 24 jaar als ondervoorzitter en 4 jaar als voorzitter tijdens WO I. Hij was erelid van deze vereniging, en ook van het Koninklijk Bataviaasch Genootschap van Kunsten en Wetenschappen en het Oosters Genootschap in Nederland. Hij was lid van de Maatschappij der Nederlandse Letterkunde.
In 1935 was Theo van Erp afgevaardigde van de Nederlandse regering voor het 19e International Orientalists Congress in Rome. In 1938 zou hij tijdelijk dr. W.F. Stutterheim, die met verlof was, vervangen als hoofd van de Oudheidkundige Dienst van Nederlands Indië.Om gezondheid redenen van Theo ging dat uiteindelijk niet door.

### Naoorlogse tijd
Op 3 maart 1945 werd het huis van het gezin Van Erp op de Albertinestraat 12 in Den Haag weggevaagd door het Britse bombardement op Bezuidenhout. Daarbij ging een verzameling wetenschappelijk werk en kunst te gronde. Deze ruïne heeft Van Erp niet kunnen opbouwen en/of herstellen.
Van 1946 tot 1958 woonde Theo van Erp en echtgenote in de tuinmanswoning (Lange Wijnen 4) van Landgoed Dennenoord (Laren NH), waar ook het Studenten Sanatorium was gevestigd. Door het verlies van al zijn bezittingen en wetenschappelijk materiaal kon Theo het niet meer opbrengen erg actief te zijn in zijn oude vakgebied en werd de band met de wetenschap doorgesneden Hij nam in Laren wel zijn oude hobby's tekenen en schilderen fervent weer op. Zo'n 400 tekeningen en schetsen en talloze schilderijen verschenen in deze tijd van zijn hand. Als schilder en tekenaar kreeg hij les van Willem van Konijnenburg. Hij was lid van de Pulchri Studio in Den Haag. Schilder- en tekenvrienden waren onder anderen Willem van den Berg, Sixta Heddema, Dirk Nijland, J.F.E. ten Klooster, Rie Cramer, Willem van Konijnenburg, Pol Dom, Emilie van Kerckhoff, Theodoor van Lelyveld en Ina Rahusen.

## Erkenning
In 1937 werd Theo van Erp benoemd tot ridder in de Orde van de Nederlandse Leeuw. Hij kreeg voor zijn grote verdienste voor de Hindoe-Javaanse en Oost-Aziatische kunst op 17 september 1951 een eredoctoraat in de Letteren en Wijsbegeerte aan de Universiteit van Amsterdam. Promotor was Th. P. Galestin.